# Noyack
Noyack és una concentració de població designada pel cens dels Estats Units a l'estat de Nova York. Segons el cens del 2000 tenia 2.696 habitants.

## Demografia
Segons el cens del 2000, Noyack tenia 2.696 habitants, 1.158 habitatges, i 716 famílies. La densitat de població era de 147,9 habitants per km².
Dels 1.158 habitatges en un 25,1% hi vivien nens de menys de 18 anys, en un 51,3% hi vivien parelles casades, en un 6,9% dones solteres, i en un 38,1% no eren unitats familiars. En el 30,1% dels habitatges hi vivien persones soles el 13% de les quals corresponia a persones de 65 anys o més que vivien soles. El nombre mitjà de persones vivint en cada habitatge era de 2,33 i el nombre mitjà de persones que vivien en cada família era de 2,92.
Per edats la població es repartia de la següent manera: un 21,3% tenia menys de 18 anys, un 4,4% entre 18 i 24, un 27,3% entre 25 i 44, un 27,2% de 45 a 60 i un 19,8% 65 anys o més.
L'edat mediana era de 44 anys. Per cada 100 dones de 18 o més anys hi havia 93,5 homes.
La renda mediana per habitatge era de 54.176 $ i la renda mediana per família de 66.667 $. Els homes tenien una renda mediana de 53.788 $ mentre que les dones 34.167 $. La renda per capita de la població era de 31.956 $. Entorn del 2,8% de les famílies i el 3,9% de la població estaven per davall del llindar de pobresa.